# Dindymus
Dindymus is een geslacht van wantsen uit de familie van de Pyrrhocoridae (Vuurwantsen). Het geslacht werd voor het eerst wetenschappelijk beschreven door Stål in 1861.

## Soorten
Het genus bevat de volgende soorten:

- Dindymus amboinensis (Fabricius, 1803)
- Dindymus basifer Walker, 1873
- Dindymus bifurcatus Stehlík & Jindra, 2006
- Dindymus bougainvillensis Stehlík, 2006
- Dindymus circumcinctus Stål, 1863
- Dindymus constanti Stehlík & Jindra, 2006
- Dindymus dembickyi Stehlík, 2006
- Dindymus fecialis Stål, 1863
- Dindymus flammeolus (Distant, 1901)
- Dindymus kokadanus Stehlík, 2006
- Dindymus lautereri Stehlík, 2006
- Dindymus malayensis Stehlík, 2006
- Dindymus minutus Blöte, 1933
- Dindymus nitidicollis Stehlík, 2006
- Dindymus pectoralis Schmidt, 1932
- Dindymus rubriventris Stehlík, 2006
- Dindymus talaudensis Stehlík & Jindra, 2006
- Dindymus thunbergi Stål, 1856.
- Dindymus ventralis Mayr, 1866
- Dindymus versicolor (Herrich-Schaeffer, 1853)
- Dindymus webbi Stehlík, 2006
- Dindymus wynigerae Stehlík & Jindra, 2006

Dindymus is tevens een synoniem voor een krekel-genus Xenogryllus.